# Gérardine Herbos
Félicie Gérardine Herbos z domu Warnotte (ur. 7 października 1883 w Brukseli, zm. ?) – belgijska łyżwiarka figurowa, startująca w parach sportowych z Georgesem Wagemansem. Uczestniczka igrzysk olimpijskich (1920, gdzie zajęli 6. miejsce i 1924, gdzie zajęli 5. miejsce).

## Osiągnięcia
Z Georgesem Wagemansem
| Zimowe igrzyska olimpijskie | 6 | 5 |